# NGC 2346
NGC 2346は、いっかくじゅう座の天の赤道付近にある惑星状星雲である。明るくて観測しやすく、盛んに研究されてきた。最も顕著な特徴は、分光連星を形成する中心の恒星の温度が非常に低いことと、独特の形状である。
連星の周期は16日で、恐らく周囲の塵のために変光星となっている。塵は中心の恒星に熱せられ、そのためNGC 2346は、特に赤外線領域で明るい。2つの恒星のうちの1つが赤色巨星に進化した際、もう一方の伴星を飲み込み、伴星は巨星の大気から物質を取り込んだ。赤色巨星の核が剥き出しになると、高速の恒星風が環の両端から2つの「バブル」を吹き出し、現在の形状になったと考えられている。